# Anschlag von Taloqan am 28. Mai 2011
Der Anschlag von Taloquan am 28. Mai 2011 war ein folgenschwerer Anschlag in Nordafghanistan, bei dem sieben Menschen ums Leben kamen.

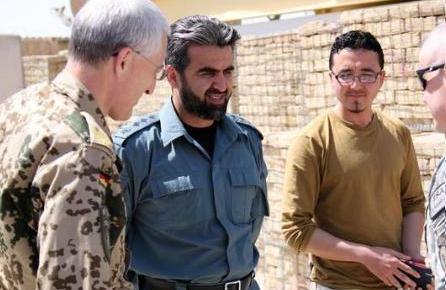
GenMaj Kneip mit Daud Daud kurz vor dem Anschlag

Bei dem Sprengstoffanschlag vor dem Gouverneurssitz in Taloqan wurden der Polizeikommandeur für Nordafghanistan, Mohammed Daud Daud, sowie der Polizeichef der Provinz Tachar getötet. Überdies starben zwei Bundeswehrsoldaten, Major Thomas Tholi und Hauptfeldwebel Tobias Lagenstein. Bei dem Anschlag wurde zudem der deutsche Kommandeur der International Security Assistance Force (ISAF) in Nordafghanistan (Kommandeur Regionalkommando Nord; RC North), Generalmajor Markus Kneip, schwer verwundet.